# Golgotha (W.A.S.P.)
Golgotha è un album del gruppo musicale heavy metal americano W.A.S.P. pubblicato nel 2015 dalla Napalm Records.

## Tracce
1. Scream
2. Last Runaway
3. Shotgun
4. Miss You
5. Fallen Under
6. Slaves of the New World Order
7. Eyes of my Maker
8. Hero of the World
9. Golgotha
10. Shotgun (alternative version) (nell'edizione giapponese)

## Formazione
- Blackie Lawless – voce, chitarra
- Doug Blair – chitarra, cori
- Mike Duda – basso, cori
- Mike Dupke – batteria